# 小暮英麻
小暮 英麻（こぐれ えま、1976年10月31日 - ）は日本の女性声優。フリー。東京都出身。

## 人物
勝田声優学院を経て、1997年に江崎プロダクション養成所入所。1999年から2010年3月までマウスプロモーションに所属していた。フリー期間を経て2010年7月よりTABプロダクション所属。2011年7月からは再びフリーになる。
2002年に放送されたテレビアニメ『パタパタ飛行船の冒険』のジェーン・バクストン役で初主演。
声優以外にも、テーブルトークRPG関係のネットラジオやリプレイへのプレイヤー参加といった仕事もこなす。『ナイトウィザード The ANIMATION』では、自身が名前や性格、諸々の設定を決めたキャラクターである緋室灯の声を当てた。

## 出演
太字はメインキャラクター。

### テレビアニメ
1999年
- それいけ!アンパンマン（1999年、コウメちゃん〈初代〉、ほたる姫〈2代目〉）
- イソップワールド（1999年、プレーリー女）

2000年
- 学校の怪談（女子）
- ニャニがニャンだー ニャンダーかめん（リスコ、テルテル）
- HAND MAID メイ（竜崎ナオミ、美雪、女性）
- 六門天外モンコレナイト（テキーラ）
- すてき!さくらママ（春野美歌）

2001年
- ゴーゴー五つ子ら・ん・ど（カリン）
- 超GALS!寿蘭（女の子）
- スターオーシャンEX（セシル）
- 花右京メイド隊（りんご）

2002年
- アクエリアンエイジ Sign for Evolution（EGOの少女）
- NARUTO -ナルト-（2002年 - 2005年、ナルコ / ギャルナルト、アミ）
- パタパタ飛行船の冒険（ジェーン・バクストン）

2003年
- 犬夜叉（女の子）
- ウルトラマニアック（プラム）
- WOLF'S RAIN（少女1）
- 君が望む永遠（女店員）
- クロノクルセイド（シスターメアリ、ネリー、子供A、修道士B）
- D.C. 〜ダ・カーポ〜（小学生たち）
- マーメイドメロディー ぴちぴちピッチ（2003年 - 2004年、かれん、芽流） - 2シリーズ
- 無人惑星サヴァイヴ（女子2）

2004年
- R.O.D -THE TV-（上村アナウンサー）
- ギルガメッシュ（クインケ）

2006年
- 砂沙美☆魔法少女クラブ（魎皇鬼）
- 妖怪人間ベム（アキラの母）

2007年
- ナイトウィザード The ANIMATION（緋室灯、アンゼロット）

2008年
- 仮面のメイドガイ（メイドA）
- ケロロ軍曹（霜月やよい〈代役〉、双子姉、上級生、ちびっこ、ネコ〈代役〉）

2010年
- 海月姫（司会）
- NARUTO -ナルト- 疾風伝（ナルコ）

2016年
- 蒼の彼方のフォーリズム（虎魚有梨華）

### OVA
- ふしぎ遊戯 永光伝（2001年、河井サオリ[2]）
- 殺し屋1 THE ANIMATION EPISODE 0（2002年、次郎[2]）
- NARUTO 四つ葉のクローバーを探せ（2002年、少女）
- フロム I"s アイズ 〜もうひとつの夏の物語〜（2002年、女子大生A）
- OVA ToHeart2（2007年、謎のウエイトレス＝ まーりゃん[2]）
- ToHeart2ad（2008年、まーりゃん）
- NARUTO -ナルト- THE CROSS ROADS（2009年、ナル娘）
- ToHeart2 ダンジョントラベラーズ（2012年、まーりゃん[6]）

### 劇場アニメ
- 人狼 JIN-ROH（2000年）
- 夢かける高原 清里の父 ポール・ラッシュ（2002年、少女A）

### ゲーム
2000年
- Screen（池柳彩女）
- ラグナキュール レジェンド

2001年
- デ・ジ・キャラット ファンタジー（雛菊）
- マーメイドの季節（鈴）
- クラッシュ・バンディクー4 さくれつ!魔神パワー（ココ）

2002年
- ギャラクシーエンジェル（アルモ・ブルーベリー）
- 侍（すず）
- SHINE〜言葉を紡いで〜（伊江出留美）
- BITTERSWEET FOOLS（フランチェスカ、オルミナ）
- もえろSKYSLAVE（まりか）
- ロマンスは剣の輝きII 〜銀の虹を探して〜（ポップル）

2003年
- ボクらの太陽 シリーズ（2003年 - 2006年、リタ、カーミラ、スミレ、ドゥラスロール、ヴァージニア、リスベス） - 4作品
- 此花3 〜偽りの影の向こうに〜（カイ）

2004年
- GALAXY ANGEL Moonlit Lovers（アルモ・ブルーベリー）
- マーメイドメロディーぴちぴちピッチ ぴちぴちっとライブスタート!（かれん）
- クラッシュ・バンディクー 爆走!ニトロカート（ココ）
- クラッシュ・バンディクー5 え〜っ クラッシュとコルテックスの野望?!?（ココ）
- 此花4 〜闇を祓う祈り〜（鵜飼直子、鈴）
- 3年B組金八先生 伝説の教壇に立て!（雨池マミ）
- センチメンタルプレリュード（白石みお）
- ブラッディロア4（マナ）
- フルハウスキス（白崎京香）
- 召しませ浪漫茶房（千歳）

2005年
- GALAXY ANGEL Eternal Lovers（アルモ・ブルーベリー）
- GALAXY ANGEL EX（アルモ・ブルーベリー）
- 忍道 戒（姫）
- ぼくらのかぞく（ジジ、コッコ）

2006年
- ギャラクシーエンジェルII 絶対領域の扉（アルモ・ブルーベリー）
- フルハウスキス2（白崎京香）

2007年
- ギャラクシーエンジェルII 無限回廊の鍵（アルモ・ブルーベリー）
- プリンセスメーカー5（小早川みちる）

2008年
- Sugar+Spice!〜あのこのステキな何もかも〜（藤間かごめ）
- ナイトウィザード The VIDEO GAME 〜Denial of the World〜（緋室灯、アンゼロット）

2009年
- アニーのアトリエ 〜セラ島の錬金術士〜（フィズ・エーベルリン）
- ギャラクシーエンジェルII 永劫回帰の刻（アルモ・ブルーベリー）

2011年
- AQUAPAZZA（まーりゃん）
- 乙女はお姉さまに恋してるPortable 2人のエルダー（水沢玲香）
- テイルズ オブ エクシリア
- ToHeart2 ダンジョントラベラーズ（まーりゃん）
- ToHeart2 DX PLUS（まーりゃん）

2012年
- テイルズ オブ エクシリア2
- ハートフルシミュレーター PACHISLOT ToHeart2（まーりゃん）

2013年
- エンゲージナイツ〜新約英雄大戦〜（マルコ・ポーロ、ワイナモイネン、ヴラド・ツェペシュ）

2016年
- 蒼の彼方のフォーリズム（虎魚有梨華）

2023年
- 蒼の彼方のフォーリズムEXTRA1S/2S（虎魚有梨華）

### パチスロ
- 夜勤病棟（児玉ひかる）
  - 夜勤病棟壱（児玉ひかる）

### 吹き替え

#### 映画
- アイリス（エマ〈幼少期〉）
- アウトライブ -飛天舞-（ソルリ〈子供時代〉）
- 青い相姦
- アダルト♂スクール
- アバウト・ア・ボーイ
- ALI アリ
- アンナと王様（ファ・イン王女[2]）
- アンネ・フランク（リュシア）
- IN DREAMS/殺意の森※VHS版
- 8 Mile
- エンジェル・スノー
- エンド・オブ・デイズ（娘）
- ガールズ・ルール! 100％おんなのこ主義
- 怪盗ブラックタイガー（ラムプイ〈子供時代〉）
- 風と共に去りぬ（ボー）
- キス・オブ・ザ・ドラゴン（イザベル）※ソフト版
- クリープゾーン：エイジング・ウイルス（ファティマ）
- グリンチ（ジェシー）※劇場公開版
- ザ・ブレイン
- 13デイズ（マーク）
- 至福のとき
- ジャンヌ・ダルク（13歳のジャンヌ）
- ジュマンジ
- 処刑・ドット・コム
- 女子高生チェーンソー
- スクービー・ドゥー（メアリー・ジェーン〈アイラ・フィッシャー〉）
- スーザンズ・プラン 殺せないダーリン
- すべての美しい馬（女の子）
- ソード・オブ・ザ・ファンタジー（アイーシャ〈スザンネ・ボルマン〉）
- ソード・オブ・ザ・ファンタジー 勇者と聖なる剣
- それでも生きる子供たちへ（シャオマオ）
- 沈黙の陰謀 ※テレビ版
- ダッド・サベージ
- ティアーズ・オブ・ザ・サン
- 天使にさよなら（ブリディ）
- トゥルー・クライム（ケイティ[2]）
- ハリー・ポッターと秘密の部屋
- ハロウィーンタウン2 カラバーの復讐（シンディ）
- フィスト・オブ・フューリー 復活!ドラゴン 怒りの鉄拳（ツォイ）
- ふたりは友達? ウィル&グレイス（ブロッコリー・ボーイ）
- ペイバック ※テレビ朝日版
- ベイビー・トーキング（デュビー）
- ボーン・アイデンティティー（クラウディア）※ソフト版
- ミオとミラミス 勇者の剣（イーリー妹）
- 名犬ラッシー/ロッキーを越えて（サマンサ）※DVD版
- もしも昨日が選べたら（サマンサ[2]）
- モテる男のコロし方
- YAMAKASI

#### ドラマ
- アナザー・ライフ〜天国からの3日間〜（幼いケイトリン）#19
- ER緊急救命室シリーズ
  - シーズン5 #99（コリナ、エレナ[2]）
  - シーズン6（リース・ベントン〈マシュー・ワトキンズ〉）、#126（ジュリア・エデルスタイン〈ミーガン・コーレット〉）
  - シーズン7 #144（テイラー・ウォーカー〈デイヴィ・チェイス〉）
  - シーズン8 #158（ホリー・エバンス〈ジェシカ・ガオナ〉）、#170（ジェシカ・ブラウアー〈カーリー・ウェスターマン〉）、#175（ケティ〈アレクサンドラ・ヴィクトリア・リー〉）
  - シーズン11 #229（ステフィー〈タイラ・オニール〉）
  - シーズン12 #252（シドニー・カーライル〈ジュリエット・ゴリア〉）
- コールドケース 迷宮事件簿（ケイティ）#10
- シェルビーの事件ファイル（アリーサ）
- 新・少林寺（リージュエン）
- 捜査官クリーガン（ルビー[2]）
- TAKEN（メアリー）#5
- どこかでなにかがミステリー（チェルシー）
- ヘンゼルとグレーテル（グレーテル[2]）
- ボーイ・ミーツ・ワールド（ジェニファー[2]）
- マルコム in the Middle（サラ）#45
- ヤング・スーパーマン（エミリー）
- 愉快なシーバー家（子供）#112
- 私はケイトリン（女の子）#46

#### アニメ
- KND ハチャメチャ大作戦（ナンバー3〈クキ・サンバン〉）
- グリンチのクリスマス（シンディ・ルー）
- サウスパーク（ウェンディー[2]）
- シュレック（エルフ[2]）
- タイム・キッド 時空の彼方へ（リラ）
- タンタンの冒険 ななつの水晶球と太陽の神殿（マイタ）
- バルト 新たなる旅立ち（サバ）
- ビリー&マンディの大冒険（ナンバー3[2]〈クキ・サンバン〉）
- リトルロボット（ラスティー[2]）
- リロ・アンド・スティッチ（ユキ[2]）
- ロッキー&ブルウィンクル（ロッキー[2]）
- わんぱくデニス 南の島で大暴れ!（リアナ）

### テレビ番組
- ゲーマーズエクスプレス（司会）

### ラジオ
※はインターネット配信。
- ふぃあ通（2005年 - 、F.E.A.R.公式サイト※）旧ナイトウィザード通信
- えまめの素（2007年 - 2008年[2]、インターネットラジオ※）
- ささら・まーりゃんの生徒会会長ラジオ for ToHeart2（2008年[2] - 2012年、音泉※・アニメイトTV※）
  - 帰ってきた! ささら、まーりゃんの生徒会会長ラジオ for ToHeart2（2014年 - 2015年、音泉※・アニメイトTV※）[10]
  - また帰ってきた! ささら、まーりゃんの生徒会会長ラジオ for ToHeart2（2018年 - 2019年、音泉※）
- SCRUM Radio〜らむらじ〜（2012年、Ustream※→2012年 - 2013年、ニコニコ動画※→2013年 - 2018年、音泉※）

### CD
- ナイトウィザードファンブック パワー・オブ・ラブ ドラマCD「愚者の楽園」（アンゼロット[2]）
- ナイトウィザードファンブック リーチ・フォー・ザ・スターズ ドラマCD「最果ての数式」（アンゼロット[2]）
- ナイトウィザードファンブック フライ・ミー・トゥー・ザ・ムーン ドラマCD「無情の月」（アンゼロット[2]）
- ナイトウィザードファンブック オペレーション・ケイオス ドラマCD「蘇りし友、来たり」（緋室灯、アンゼロット[2]）
- ナイトウィザードファンブック スターダスト・ティアーズ ドラマCD「新訳・星を継ぐ者〜篝〜」（星野篝[2]）
- ナイトウィザード The 2nd Editionファンブック アルティメットエネミー ドラマCD「刻印のウィザード」（緋室灯）
- アリアンロッド・サガファンブック Fellowship of Stone〜竜輝石の仲間たち〜 ドラマCD「思い出フロントライン」（ナーシア＝アガルタ[2]）
- アリアンロッド・サガファンブック Heartbreak Memories　ドラマCD「追憶のフラグメント」（ナーシア＝アガルタ[2]）
- アリアンロッド2Eファンブック ラヴィアンローズ ドラマCD「白霧に散る薔薇」（アルテア）
- ドラマCD くすりのマジョラム（浜路霧）
- ドラマCD ToHeart2 vol.2（朝霧麻亜子＝まーりゃん先輩）[2]
- 月光のカルネヴァーレ ドラマCD 「狂乱のコンプレアンノ」（イリス[2]）
- 教育出版『国語表現I改訂版』音声CD
- めるぷり メルヘン☆プリンス（マルル[2]）
- 紳士同盟†（ツカサ[2]）
- 雨格子の館（一柳雛子[2]）
- クロノクルセイド Original Drama Spirit（メアリ[2]）
- エマ先生の使える修羅場会話講座-基礎編-（エマ先生）
- エマ先生・りっきー先生の使える修羅場会話講座-応用編-（エマ先生）
- エマ先生・りっきー先生の落とせるくどき文句講座（エマ先生）
- エマ先生・りっきー先生の嘘がバレバレでもなぜか憎めないイイワケ講座（エマ先生）
- エマ先生となつの特別講習（エマ先生）
- みつどもえ講座合戦（エマ先生）
- 天使の導き 悪魔の誘惑（エマ先生）
- 世界名作講座（エマ先生）
- 萌える新妻講座（エマ先生）

### テーブルトークRPG
- アリアンロッドRPGリプレイ・ハートフル シリーズ（カミュラ[2]）
- アリアンロッド・サガ・リプレイ・ブレイク シリーズ（ナーシア＝アガルタ[2]）
- アリアンロッド・リプレイ・セカンドウィンド（フィンニー・ディーレ）
- アリアンロッド・2E・リプレイ・シュヴァルツ（シェフィル）
- アルシャードガイアリプレイ 神薙ぐ御剣（神戸屋るん[2]）
- ナイトウィザード シリーズ
  - ナイトウィザードリプレイ 紅き月の巫女（緋室灯[2]）
  - セブン＝フォートレスリプレイ 黒き星の皇子（ソルティレージュ[2]）
  - ナイトウィザードリプレイ 白き陽の御子（要ねがい[2]）
  - ナイトウィザードリプレイ 愚者の楽園（アンゼロット[2]）
  - ナイトウィザードリプレイ 合わせ鏡の神子（緋室灯[2]）